# Phường 15, Bình Thạnh
Phường 15 là một phường thuộc quận Bình Thạnh, Thành phố Hồ Chí Minh, Việt Nam.
Phường 15 có diện tích 0,52 km², dân số năm 2021 là 22.597 người,  mật độ dân số đạt 43.455 người/km².